# Heydenhof

Das Vorwerk Heydenhof 1880 mit Ergänzung 1900 (DKBO) und Lage zum Hauptgut Kartlow

Heydenhof ist ein Ortsteil der Gemeinde Kruckow im Landkreis Vorpommern-Greifswald.

## Geografie
Heydenhof liegt 4,3 Kilometer südöstlich von Kruckow und 11,3 Kilometer südwestlich von Jarmen. Nordwestlich verläuft bei Kruckow die B 110 und östlich die L 35 (ehemalige B 96). Heydenhof liegt auf einem flachen Gelände mit 21 Metern über NHN, die höchste Erhebung des Umkreises ist der Galgenberg mit 26,2 Meter.

## Geschichte
Heydenhof wurde in den Jahren 1820/21 von Wichard Wilhelm von Heyden als Vorwerk von Kartlow angelegt. Der Ort bestand ursprünglich aus vier Tagelöhnerhäusern, jeweils einem Wohnhaus für den Statthalter (Verwalter) und die Viehpfleger sowie mehreren Wirtschafts- und Stallgebäuden. Die benötigten Ziegelsteine wurden in einer eigenen Ziegelei vor Ort hergestellt. 1862 lebten 138 Einwohner in Heydenhof.
Von 1897 bis 1945 führte die Strecke der Demminer Kleinbahn Ost (DKBO) von Schmarsow nach Jarmen durch den Ort, der einen eigenen Haltepunkt hatte. 
Während des Zweiten Weltkriegs wurden zwei Behelfsheime für Umsiedler angelegt. Nach 1945 entstanden im Zuge der Bodenreform 62 Neubauernstellen. Mehrere Scheunen wurden abgebrochen, um Baumaterial für Neubauerngehöfte zu erhalten. Bis 1956 sank die Zahl der Neubauern auf 33, schließlich gründeten 30 von ihnen 1960 die LPG Typ I „8. März“. 
1999 kam Heydenhof als bisheriger Ortsteil von Kartlow zur Gemeinde Kruckow.